# جورج رانكين
جورج رانكين (بالإنجليزية: George Rankin)‏ هو جندي وضابط وفلاح وسياسي أسترالي، ولد في 1 مايو 1887 في أستراليا، وتوفي في 28 ديسمبر 1957 في نفس البلد. حزبياً، نشط في الحزب الوطني الأسترالي. وقد انتخب عضو مجلس الشيوخ الأسترالي ‏ عن دائرة فيكتوريا (22 فبراير 1950 – 30 يونيو 1956) وانتخب عضو مجلس النواب الأسترالي عن دائرة بنديجو ‏ (23 أكتوبر 1937 – 31 أكتوبر 1949).